# 충목단
충목단(忠穆壇)은 대한민국 경기도 포천시 소흘읍 무봉리에 있는, 조선시대 사육신 중의 한 분인 유응부 선생과 한남군 이어, 병사 양치의 위패를 모시고 있는 제단이다. 1987년 2월 12일 경기도의 기념물 제102호로 지정되었다.

## 개요
사육신 중의 한 분인 유응부 선생과 한남군 이어, 병사 양치의 위패를 모시고 있는 제단으로, 어린 단종의 복위를 도모하다 실패하여 처형당한 이들의 충절을 기리고 있다.
담장을 두르고 출입문을 마련한 이 단에는 낮게 마련된 대지 위로 3기의 비석이 놓여 있다. 가운데에는 '총관유응부선생'의 비석이, 그 양 옆으로 '병사양치선생', '한남군이어선생'의 비가 각각 자리잡고 있다. 이곳은 또한 유응부 선생의 고향이었던 만큼, 단 옆으로 선생의 옛 흔적을 기리는 '유허비'를 비각 안에 모셔두었다.
조선 영조 22년(1746)에 설치된 것으로, 매년 가을마다 유림들에 의한 제사가 행하여진다.

## 같이 보기
- 사육신

## 참고 문헌
- 충목단 - 국가유산청 국가유산포털